# Ligne de Ramdane Djamel à Annaba
La ligne de Ramdane Djamel à Annaba est l'une des lignes du réseau ferroviaire algérien. Ouverte par étapes entre 1859 et 1904 en tant que ligne complémentaire de celle d'Alger à Skikda, elle relie Ramdane Djamel à Annaba. 
Longue de 99 km, une partie de son tracé ouvert en 1859, en tant que ligne minière, était la plus ancienne ligne de chemin de fer d'Algérie. Elle n'est ouverte au service voyageurs qu'en 1885.

## Histoire

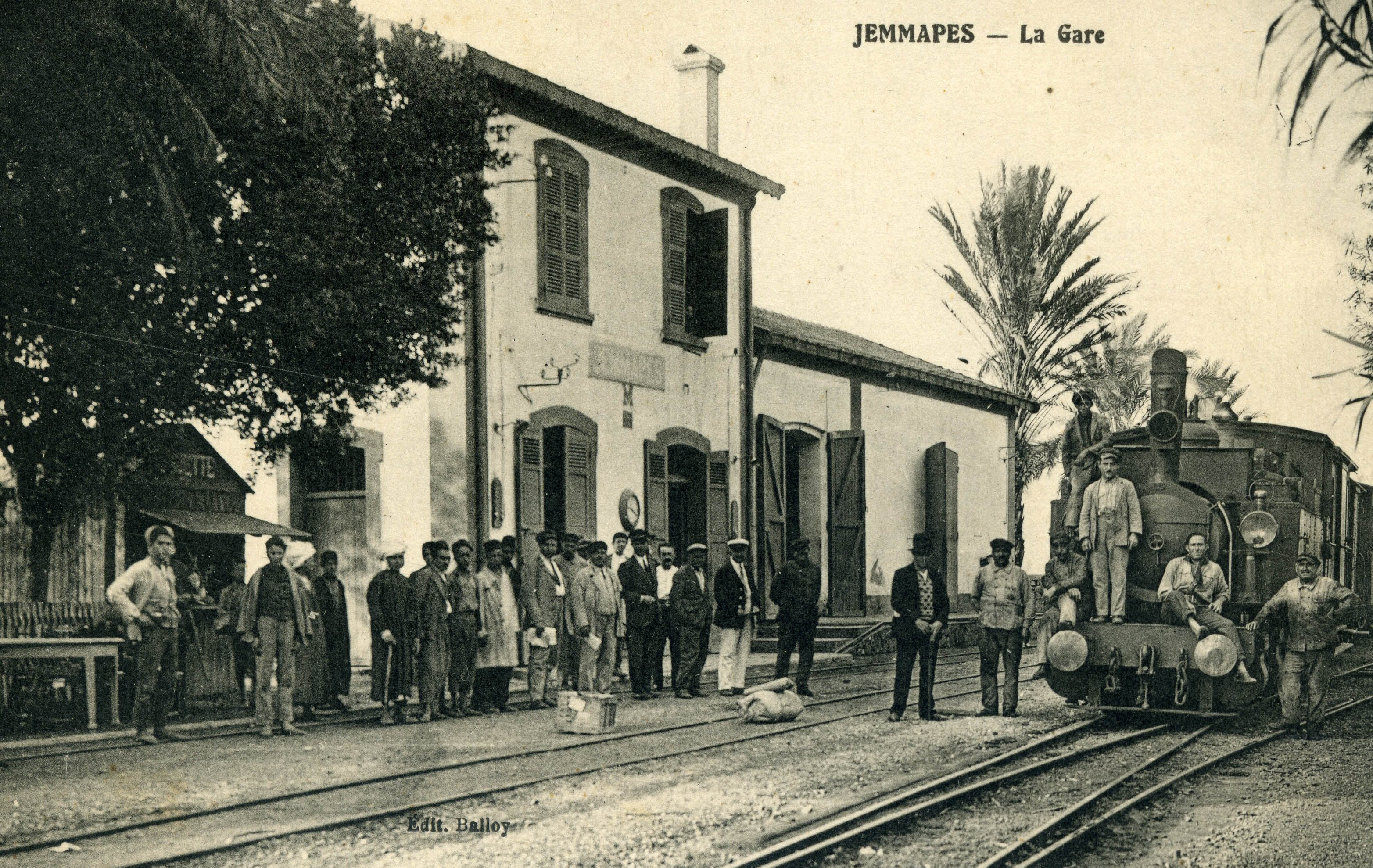
La gare de Jemmapes (actuelle Azzaba) au début du XXe siècle.

La Société Civile des Mines et Hauts-Fourneaux des Karezas a créé à partir de 1853 une ligne minière métrique de 11 km partant de la mine des Karezas pour aboutir au port fluvial de la Seybouse, dans les faubourgs d'Annaba, dont l'inauguration a eu lieu le 1er septembre 1859. Cette première partie de la future ligne de Bône à Saint-Charles est la plus ancienne ligne de chemin de fer en Algérie.
Devenue Compagnie des Minerais de Fer magnétiques de Mokta-el-Hadid, la ligne lui est concédée officiellement en 1863 et prolongée d'une part jusqu'aux mines de fer d'Aïn Mokra (Berrahal) en 1864 puis jusqu'au port d'Annaba en 1867, portant la longueur de la ligne à 35 km. Elle sera ouverte au service voyageurs en 1885.
Le 25 avril 1900, le prolongement de 68 km de la ligne jusqu'à Saint-Charles (Ramdane Djamel), via Jemmapes (Azzaba), pour rejoindre la ligne d'Alger à Skikda est  déclaré d'utilité publique et concédé à la Société Mokta El Hadid. D'une longueur totale 97 km, la ligne est mise en service en 1904 et est exploitée par la Compagnie du chemin de fer Bône - Mokta - Saint Charles.
| Gare ou halte                                                     | PK |  | Gare ou halte     | PK |  | Gare ou halte    | PK |
| ----------------------------------------------------------------- | -- |  | ----------------- | -- |  | ---------------- | -- |
| Saint-Charles                                                     | 0  |  | Auribeau          | 35 |  | Mokta El Hadid   | 63 |
| Rivière                                                           | 4  |  | Ferme-Viéville    | 37 |  | Aïn Mokra        | 64 |
| Ras El Ma                                                         | 14 |  | Zit Emba          | 41 |  | Aïn Daliah       | 71 |
| Tangout                                                           | 16 |  | Makessa           | 43 |  | Oued Zied        | 74 |
| Bayard                                                            | 20 |  | Hadjar Soud       | 48 |  | Ferme de Lacombe | 80 |
| Jemmapes                                                          | 24 |  | Bou Maïza         | 53 |  | Karézas          | 82 |
| Foy                                                               | 28 |  | Gerts Bou Tobeiga | 56 |  | Bône             | 96 |
| Oued Hamimine                                                     | 31 |  | Gerts Tobeiga     | 58 |  |                  |    |
| Les noms en gras correspondent aux gares actuellement en service. |    |  |                   |    |  |                  |    |

En 1926, la ligne est rachetée par l’État pour être rattachée au réseau public de la CFAE.
La ligne à voie métrique de Bône à Saint-Charles est convertie en voie à écartement standard en 1952.
Dans les années 1980 le tracé des 10 derniers kilomètres en direction d'Annaba est modifié dans le cadre de la création de la ligne de banlieue d'Annaba à Sidi Amar. Une ligne nouvelle de 4,5 km est créée pour rejoindre la ligne d'Annaba à Tebessa, portant la longueur à 99,7 km.

## La ligne

### Caractéristiques
La ligne, d'une longueur de 99 km, est une voie unique à écartement standard et n'est pas électrifiée.

### Tracé et profil
La ligne traverse les plaines agricoles de Skikda et d'Annaba. Elle longe ou se faufile entre certains massifs avec un dénivelé qui ne dépasse pas les 150 mètres.
La ligne a pour origine la gare de Ramdane Djamel. Elle se débranche de la ligne d'Alger à Skikda à la sortie nord-est de la gare. Son parcours est globalement orienté ouest - est, sur une longueur d'environ 85 km. Au niveau d'El Bouni, la ligne bifurque vers le nord et est parallèle à la ligne d'Annaba à Djebel Onk jusqu'à l'entrée Sud de la gare d'Annaba. 
Elle compte un seul ouvrage d'art, il s'agit du viaduc de Guessaba long de 235 m.

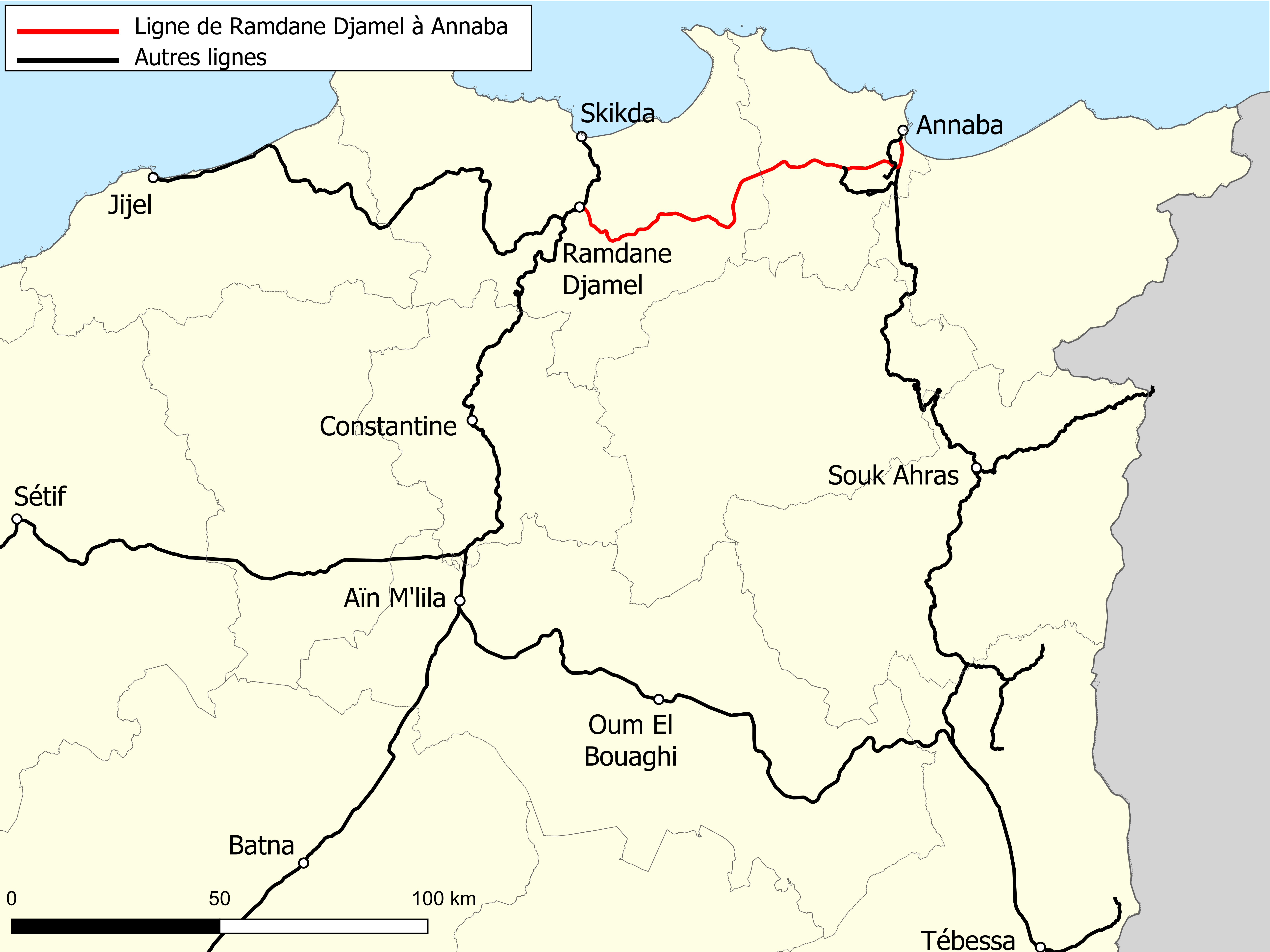
Localisation de la ligne de Ramdane Djamel à Annaba dans le nord-est de l'Algérie.

### Vitesse limite
Le trajet entre Ramdane Djamel et Annaba s'effectue à une vitesse moyenne entre 40 et 50 km/h.

### Projets
Un projet de modernisation de la ligne avec un doublement des voies, sur une longueur de 95 km, et une correction du tracé a été initié en 2006 dans le cadre de la nouvelle rocade ferroviaire Nord. Le projet prévoit une exploitation de la ligne allant jusqu'à 160 km. Il compte 27 km de nouveau tracé dont deux tunnels d'une longueur totale de 2 km (Ras el Ma : 545 m et Gessaba : 1 544 m) ainsi que deux nouvelles gares à Azzaba et à Berrahal. Il a été attribué au groupement algéro-espagnol Infrafer-OHL pour 21,7 milliards de DA (248,3 million d'euros),.
En 2021, l'entreprise espagnole OHL est évincée du projet qui enregistrait un retard de 10 ans. Le projet est réattribué à trois entreprises publiques algériennes. Le marché du doublement de la ligne d'Annaba à Oued Zied, sur une longueur de 13,5 km, et la construction des gares d'Azzaba et de Berrahal, a été attribué à l'entreprise chinoise CSCEC le 15 novembre 2022.

## Service ferroviaire
La ligne permet le trafic voyageurs et de marchandises. Elle est empruntée par :
- les trains grandes lignes de la liaison Alger - Annaba ;
- les trains de banlieue de la liaison Annaba - Berrahal.

## Gares de la ligne
| Lieu           | (PK)      | Informations                                                |
| -------------- | --------- | ----------------------------------------------------------- |
| Ramdane Djamel | PK 0      | Trains grandes lignes, trains régionaux                     |
| Azzaba         | PK 24,300 | Trains grandes lignes                                       |
| Berrahal       | PK 63,960 | Trains grandes lignes                                       |
| Oued Zied      | PK 74,0   | Trains de banlieue                                          |
| Annaba         | PK 99,700 | Trains grandes lignes, trains régionaux, trains de banlieue |